# امسبورن
امسبورن (به آلمانی: Emsbüren) یک شهر در آلمان است که در امسلاند واقع شده‌است. امسبورن ۹٬۷۸۹ نفر جمعیت دارد.